# Tunnel immergé
Un tunnel immergé est un type de tunnel sous-marin dont les segments sont déposés sur le fond marin.

## Exemples

### En exploitation
- Marmaray, tunnel ferroviaire traversant le détroit du Bosphore.
- Pont-tunnel Louis-Hippolyte-La Fontaine, reliant Montréal à la banlieue, passant sous le fleuve Saint-Laurent, au Québec

## Voir aussi

Différents moyens de franchir une étendue d'eau : 1: Pont suspendu 2: Pont d'Archimède 3: Tunnel immergé 4: Tunnel sous-marin

### En construction
- Lien fixe du Fehmarn Belt[2].

### En projet
- Tunnel Helsinki-Tallinn[3]